# Lawrence Summers
Lawrence H. Summers (New Haven, 30 de novembro de 1954) é um economista estadunidense, foi secretário do Tesouro dos Estados Unidos da América no último ano e meio da presidência de Bill Clinton. Antes disso, havia sido vice-secretário do Tesouro sob a gestão de Robert Rubin. Sobrinho de dois galardoados com o Prêmio Nobel (Paul Samuelson e Kenneth Arrow), estudou no Instituto de Tecnologia de Massachusetts e em Harvard. Após sair do governo Clinton tornou-se presidente da Universidade Harvard. Ele é um dos que não apoiam a regulação do setor bancário.